# District de Liezen
Le district de Liezen et ses deux sous-districts (Expositur) désigne une subdivision territoriale du Land de Styrie en Autriche.
C’est le district le plus étendu d’Autriche.

## Géographie

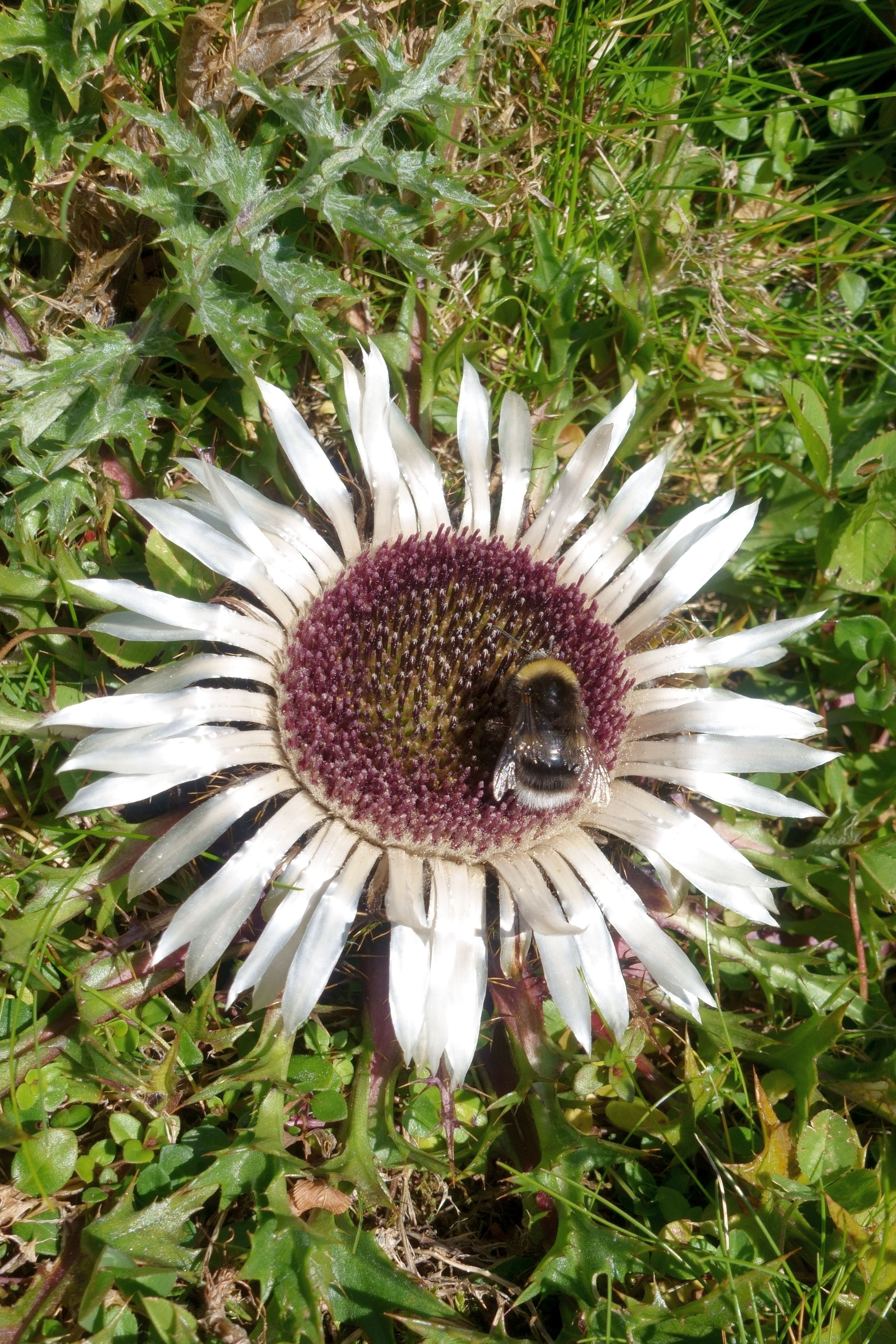
Bombus se promenant sur Carline acaule dans l'alpage de Leistalm dans le Liezen. Septembre 2021.

## Communes
Le district de Liezen est subdivisé en 28 communes :
- Admont
- Aigen im Ennstal
- Altenmarkt bei Sankt Gallen
- Ardning
- Bad Mitterndorf
- Gaishorn am See
- Irdning-Donnersbachtal
- Landl
- Lassing
- Liezen
- Rottenmann
- Sankt Gallen
- Selzthal
- Stainach-Pürgg
- Trieben
- Wildalpen
- Wörschach

Expositur Aussee :
- Altaussee
- Bad Aussee
- Grundlsee

Expositur Gröbming :
- Aich
- Gröbming
- Haus im Ennstal
- Michaelerberg-Pruggern
- Mitterberg-Sankt Martin
- Öblarn
- Ramsau am Dachstein
- Schladming
- Sölk